# Cratere Egonu
Egonu  è un cratere sulla superficie di Mercurio.